# Gerhard Fischer
Pour les articles homonymes, voir Fischer.
Johan Adolf Gerhard Fischer, né le 12 juillet 1890 à Bergen et mort le 10 septembre 1977 à Oslo, est un architecte et archéologue norvégien.

## Biographie
Né à Bergen, il est le fils de l'architecte Adolph Fischer (1844–1925) et de Dorothea Margaretha Elisabeth Wilcken (1857–1943). Il fait ses études à l’École technique de Bergen (Bergens Tekniske Skole), à la Statens håndverks- og kunstindustriskole (no) (Académie nationale norvégienne de l'artisanat et de l'art) d'Oslo et à l'Académie royale des beaux-arts du Danemark à Copenhague.
De 1916 à 1926, il est employé par l'office d'architecture du Norwegian State Railways (en) et conçoit, entre autres, les gares de Lillestrøm, Notodden, Åneby, Ljan et de Bekkelaget.
Il travaille ensuite de 1938 à 1960 comme conservateur à l'Universitetets Oldsaksamling, qui fait de nos jours partie du Musée d'histoire culturelle d'Oslo. Il a dirigé plusieurs fouilles de sites datant du Moyen Âge en Norvège dont les sites de Sverresborg à Trondheim et la forteresse de Bergenhus. Il a également été associé à des fouilles archéologiques à l'abbaye d'Utstein, à l'abbaye de Hovedøya, à la forteresse de Tønsberg, à la cathédrale de Stavanger, à celle de Nidarosdomen et au palais de l'archevêque de Trondheim. Il a également dirigé la dernière étape des fouilles de Minneparken (en) à Gamlebyen (en), la vieille ville d'Oslo,.

## Publications[3],[4]
- 1950 : Oslo under Eikaberg
- 1951 : Norske kongeborger, 2 volumes et un volume posthume publié en 1980
- 1964 : Domkirken i Stavanger from
- 1965 : Utstein kloster

## Récompenses et distinctions
Il a reçu la Médaille de Saint-Hallvard en 1956, et a été décoré Commandeur de l'Ordre de Saint-Olaf en 1965. Il était membre honoraire de la Society of Antiquaries of Scotland et de la Society of Antiquaries of London.

## Galerie

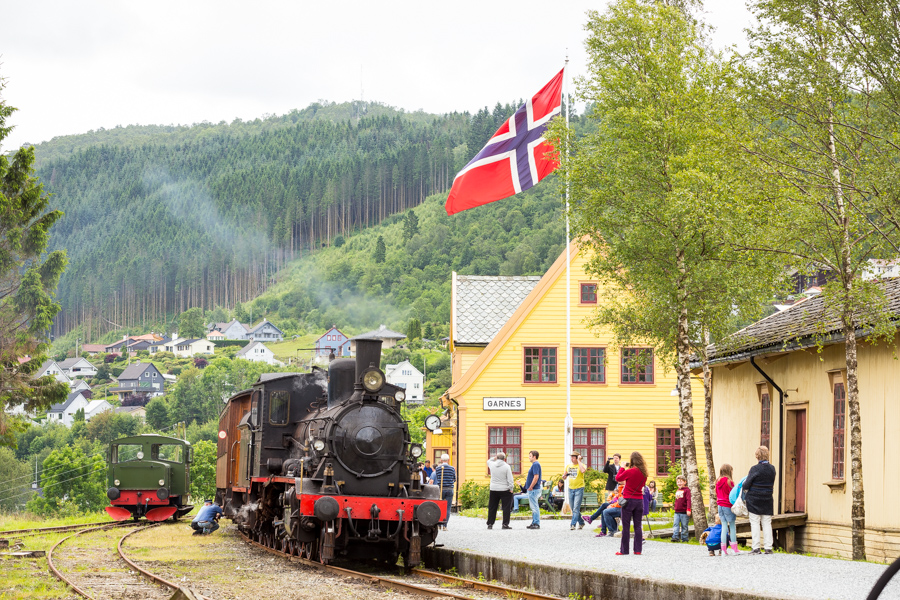
Gare de Garnes (1918)
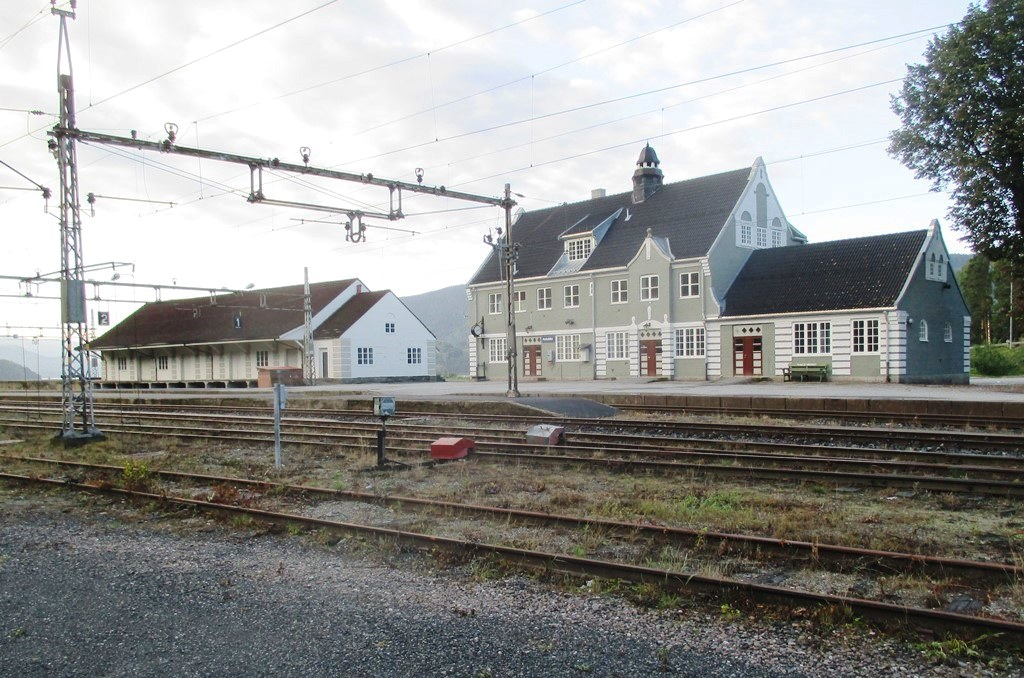
Gare de Notodden (1919)
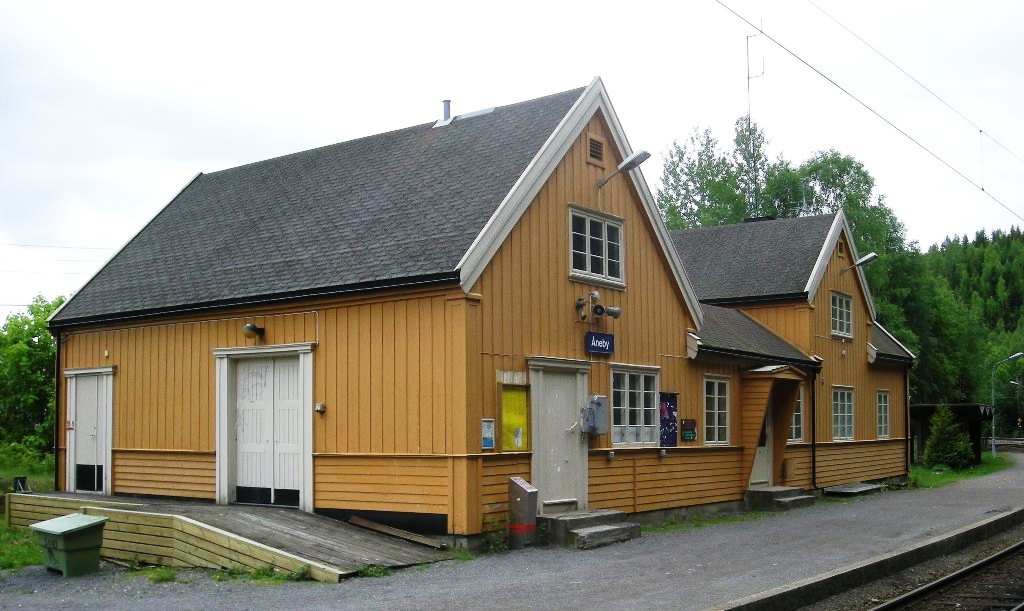
Gare de Åneby (1919)
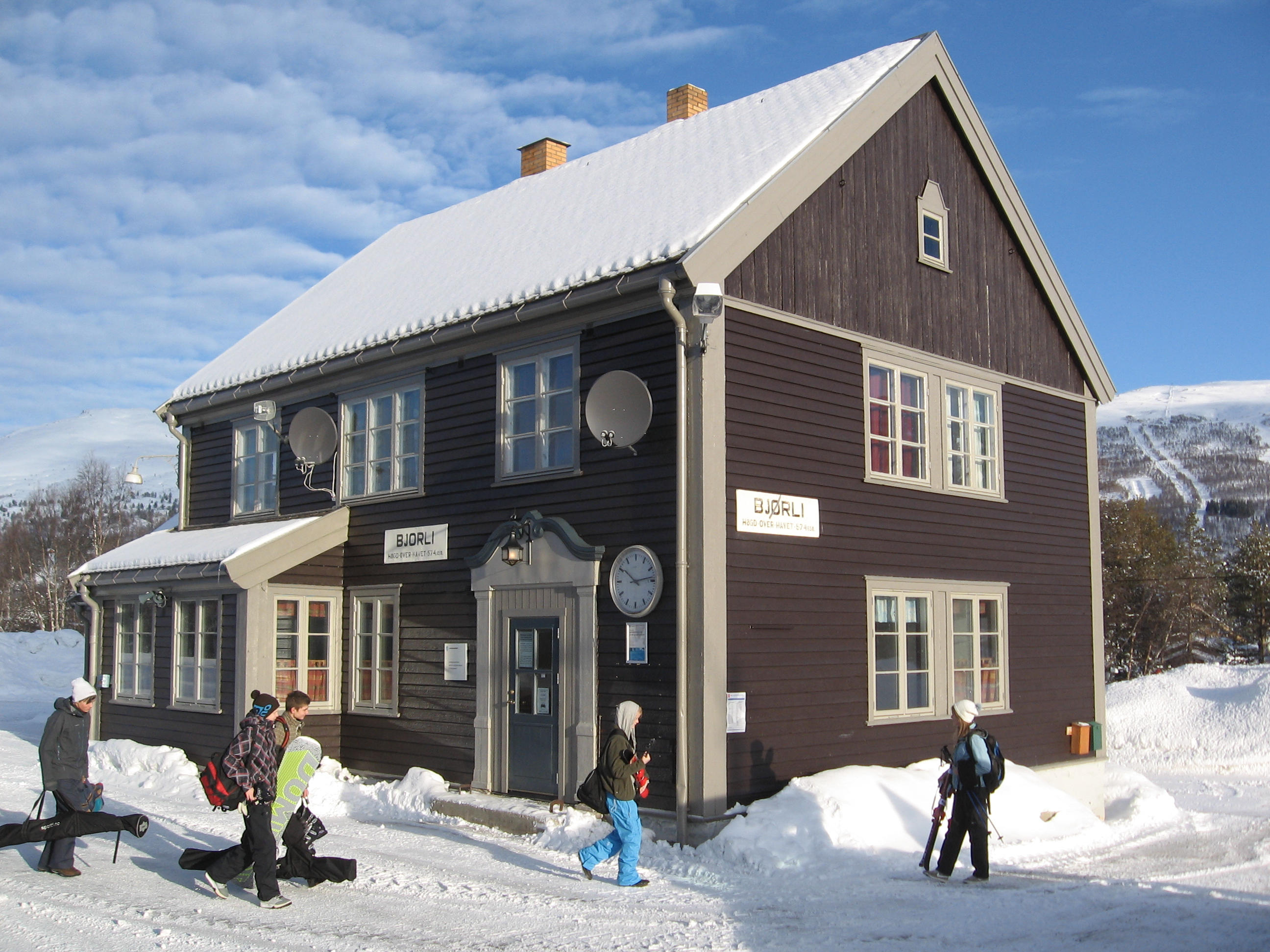
Gare de Bjorli (1923)
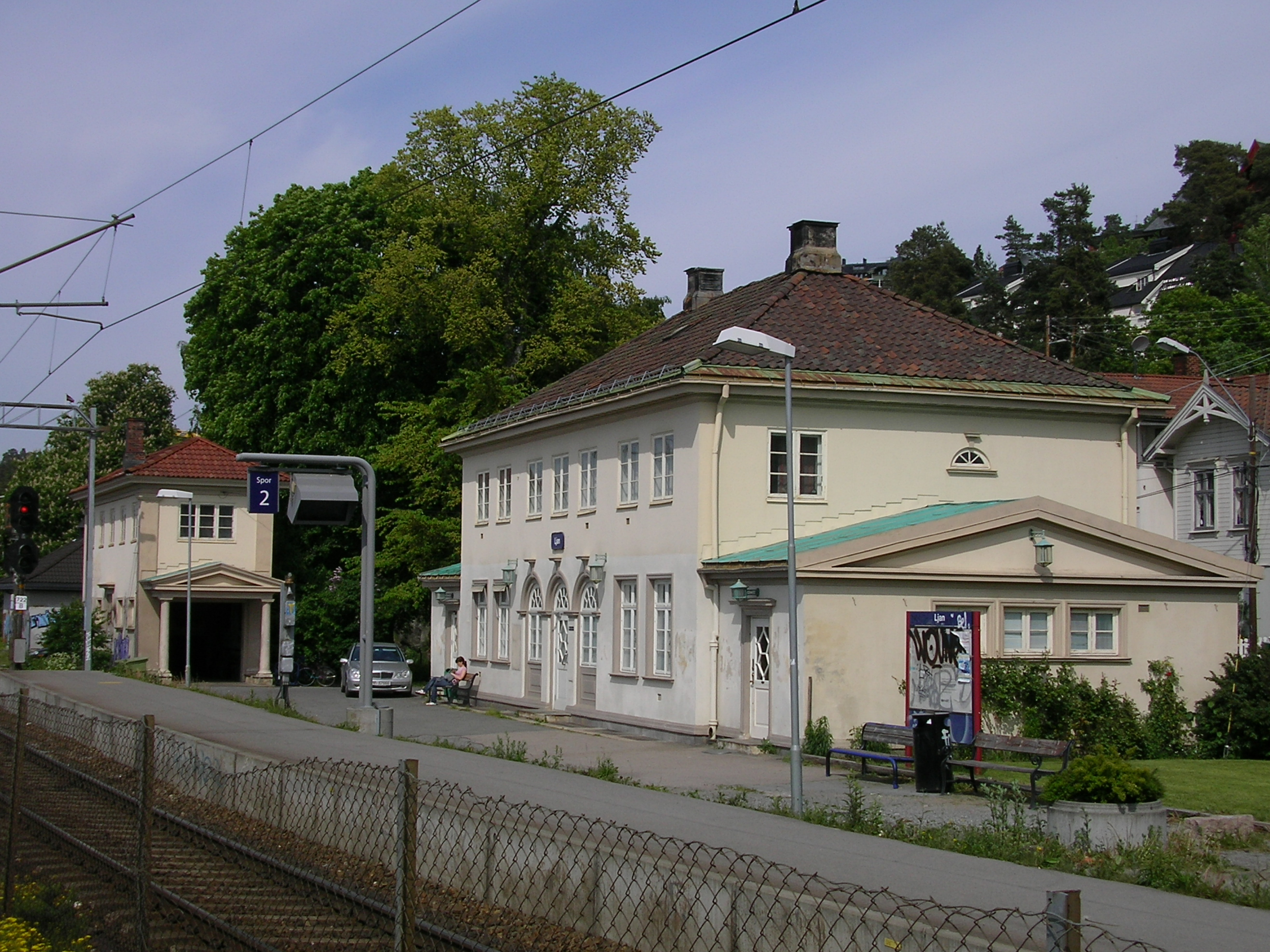
Gare de Ljan (1923)